# Lista de intendentes e prefeitos de Currais Novos
Esta é a lista de prefeitos de Currais Novos, município brasileiro do estado brasileiro do Rio Grande do Norte.

## Período republicano

### Intendentes
| Nº | Intendente                            | Imagem | Partido | Início do mandato      | Fim do mandato         | Observações                                                   |
| -- | ------------------------------------- | ------ | ------- | ---------------------- | ---------------------- | ------------------------------------------------------------- |
| 1  | Laurentino Bezerra de Medeiros Galvão |        | PRD     | 6 de fevereiro de 1891 | 19 de abril de 1891    | Presidente da Intendência Municipal, eleito de forma indireta |
| 2  | Cândido de Oliveira Mendes            |        | PRD     | 20 de abril de 1891    | 22 de janeiro de 1892  | Presidente da Intendência Municipal, eleito de forma indireta |
| 3  | Laurentino Bezerra de Medeiros Galvão |        | PRD     | 23 de janeiro de 1892  | 3 de abril de 1892     | Presidente da Intendência Municipal, eleito de forma indireta |
| 4  | José Bezerra de Araújo Galvão         |        | UCR     | 4 de abril de 1892     | 2 de outubro de 1892   | Presidente da Intendência Municipal, eleito de forma indireta |
| 5  | Cândido de Oliveira Mendes            |        | PRD     | 3 de outubro de 1892   | 2 de abril de 1898     | Presidente da Intendência Municipal, eleito de forma indireta |
| 6  | João Alfredo Pires Galvão             |        | PRD     | 3 de abril de 1898     | 31 de agosto de 1904   | Presidente da Intendência Municipal, eleito de forma indireta |
| 7  | Moisés de Oliveira Galvão             |        | PRD     | 1º de setembro de 1904 | 31 de dezembro de 1904 | Presidente da Intendência Municipal, eleito de forma indireta |
| 8  | Antônio Rafael de Vasconcelos Galvão  |        | PRF     | 1º de janeiro de 1905  | 1 de outubro de 1906   | Presidente da Intendência Municipal, eleito de forma indireta |
| 9  | Bevenuto Pereira de Araújo            |        | PRD     | 1º de outubro de 1906  | 31 de dezembro de 1910 | Presidente da Intendência Municipal, eleito de forma indireta |
| 10 | Ladislau de Vasconcelos Galvão        |        | PRF     | 1º de janeiro de 1911  | 31 de dezembro de 1914 | Presidente da Intendência Municipal, eleito de forma indireta |
| 11 | José Bezerra de Araújo Galvão         |        | UCR     | 1º de janeiro de 1915  | 31 de dezembro de 1916 | Presidente da Intendência Municipal, eleito de forma indireta |
| 12 | Vivaldo Pereira de Araújo             |        | UCR     | 1º de janeiro de 1917  | 31 de dezembro de 1919 | Presidente da Intendência Municipal, eleito de forma indireta |
| 13 | João Alfredo Pires Galvão             |        | PRF     | 1º de janeiro de 1920  | 31 de dezembro de 1922 | Presidente da Intendência Municipal, eleito de forma indireta |
| 14 | Quintino Galvão                       |        | PRF     | 1º de janeiro de 1923  | 31 de dezembro de 1925 | Presidente da Intendência Municipal, eleito de forma indireta |
| 15 | Antônio Rafael de Vasconcelos Galvão  |        | PRF     | 1º de janeiro de 1926  | 8 de outubro de 1930   | Presidente da Intendência Municipal, eleito de forma indireta |

### Prefeitos
| Nº | Prefeito                            | Imagem                         | Partido | Início do mandato       | Fim do mandato          | Vice-prefeito                       | Observações                   |
| -- | ----------------------------------- | ------------------------------ | ------- | ----------------------- | ----------------------- | ----------------------------------- | ----------------------------- |
| 1  | Mariano Coelho                      |                                | PDC     | 9 de outubro de 1930    | 29 de outubro de 1930   | —                                   | Prefeito nomeado              |
| 2  | Raul Macedo                         |                                | PDC     | 30 de outubro de 1930   | 28 de setembro de 1934  | —                                   | Prefeito nomeado              |
| 3  | João Guimarães                      |                                | PNS     | 28 de setembro de 1934  | 30 de outubro de 1935   | —                                   | Prefeito nomeado              |
| 4  | Tristão de Barros                   |                                | PP      | 1º de novembro de 1935  | 30 de junho de 1936     | —                                   | Prefeito nomeado              |
| 5  | Tomaz Silveira                      |                                | PP      | 1º de julho de 1936     | 14 de julho de 1937     | —                                   | Prefeito nomeado              |
| 6  | José Bezerra de Araújo              |                                | PP      | 15 de julho de 1937     | 1 de outubro de 1943    | —                                   | Prefeito nomeado              |
| 7  | Antônio de Vasconcelos Galvão       |                                | PP      | 2 de outubro de 1943    | 27 de abril de 1945     | —                                   | Prefeito nomeado              |
| 8  | Antônio Othon Filho                 |                                | PP      | 28 de abril de 1945     | 19 de novembro de 1945  | —                                   | Prefeito nomeado              |
| 9  | Antônio Bezerra Linhares            |                                | PSD     | 20 de novembro de 1945  | 22 de fevereiro de 1946 | —                                   | Prefeito nomeado              |
| 10 | Alcindo Gomes de Melo               |                                | PSP     | 23 de fevereiro de 1946 | 23 de junho de 1947     | —                                   | Prefeito nomeado              |
| 11 | Neófito Pinheiro Galvão             |                                | PSD     | 24 de junho de 1947     | 24 de abril de 1948     | —                                   | Prefeito nomeado              |
| 12 | Sílvio Bezerra de Melo              |                                | UDN     | 25 de abril de 1948     | 31 de janeiro de 1953   | não econtrado                       | Prefeito e vice eleitos       |
| 13 | Francisco Leonis Gomes              |                                | UDN     | 1º de fevereiro de 1953 | 5 de maio de 1956       | José Fernandes Maia                 | Prefeito e vice eleitos       |
| 14 | José Fernandes Maia                 |                                | UDN     | 6 de maio de 1956       | 30 de março de 1958     | —                                   | Vice-prefeito eleito no cargo |
| 15 | Neófito Pinheiro Galvão             |                                | PSD     | 31 de março de 1958     | 31 de janeiro de 1963   | Raimundo Pereira de Araújo          | Prefeito e vice eleitos       |
| 16 | Mariano Guimarães                   |                                | MDB     | 31 de janeiro de 1963   | 31 de janeiro de 1969   | Luiz Bezerra de Araújo              | Prefeito e vice eleitos       |
| 17 | Gilberto de Barros Lins             |                                | ARENA   | 31 de janeiro de 1969   | 31 de janeiro de 1973   | não econtrado                       | Prefeito e vice eleitos       |
| 18 | José Vilani de Melo                 |                                | ARENA   | 31 de janeiro de 1973   | 8 de maio de 1973       | Bitamar Bezerra Barreto             | Prefeito e vice eleitos       |
| 19 | Bitamar Bezerra Barreto             |                                | ARENA   | 9 de maio de 1973       | 31 de janeiro de 1977   | —                                   | Vice-prefeito eleito no cargo |
| 20 | Geraldo Gomes de Oliveira           |                                | ARENA   | 31 de janeiro de 1977   | 31 de janeiro de 1983   | Mariano Guimarães                   | Prefeito e vice eleitos       |
| 21 | José Dantas de Araújo               |                                | PMDB    | 31 de janeiro de 1983   | 31 de dezembro de 1988  | Luiz Bezerra de Araújo              | Prefeito e vice eleitos       |
| 22 | Mozart Dias de Almeida              |                                | PFL     | 1º de janeiro de 1989   | 31 de dezembro de 1992  | não econtrado                       | Prefeito e vice eleitos       |
| 23 | Gilberto de Barros Lins             |                                | PMDB    | 1º de janeiro de 1993   | 31 de dezembro de 1996  | não econtrado                       | Prefeito e vice eleitos       |
| 24 | Geraldo Gomes de Oliveira           |                                | PFL     | 1º de janeiro de 1997   | 31 de dezembro de 2004  | Ezequiel Galvão Ferreira de Souza   | Prefeito e vice eleitos       |
| 24 | Geraldo Gomes de Oliveira           | Prefeito e vice reeleitos      | PFL     | 1º de janeiro de 1997   | 31 de dezembro de 2004  | Ezequiel Galvão Ferreira de Souza   |                               |
| 25 | José Marcionilo de Barros Lins Neto |                                | PSB     | 1º de janeiro de 2005   | 31 de dezembro de 2008  | José Vilton da Cunha                | Prefeito e vice eleitos       |
| 26 | Geraldo Gomes de Oliveira           |                                | DEM     | 1º de janeiro de 2009   | 31 de dezembro de 2012  | Milena Galvão Ferreira de Souza     | Prefeito e vice eleitos       |
| 27 | José Vilton da Cunha                |                                | PR      | 1º de janeiro de 2013   | 31 de dezembro de 2016  | João Gustavo Coelho Gomes Guimarães | Prefeito e vice eleitos       |
| 28 | Odon Oliveira de Souza Júnior       |                                | PT      | 1º de janeiro de 2017   | 31 de dezembro de 2024  | Anderson Jean de Araújo Alves       | Prefeito e vice eleitos       |
| 28 | Odon Oliveira de Souza Júnior       | Ana Lúcia Lopes de Albuquerque | PT      | 1º de janeiro de 2017   | 31 de dezembro de 2024  | Prefeito reeleito e vice eleita     |                               |
| 29 | Lucas Galvão da Cruz                |                                | PT      | 1º de janeiro de 2025   | até a atualidade        | Milena Galvão Ferreira de Souza     | Prefeito e vice eleitos       |